# Robert Scholl
Robert Scholl (Mainhardt, 13 de abril de 1891 - Estugarda, 25 de outubro de 1973) foi um político alemão. Era pai da escritora Inge Scholl, e de Sophie Scholl e Hans Scholl, membros da resistência alemã que foram condenados à morte em 1943 por participarem do grupo Rosa Branca.
Foi adepto do modelo político da democracia liberal.